# 추대엽
추대엽(1978년 10월 20일 ~ )은 대한민국의 희극 배우이다. 또한 현재 카피추라는 이름으로 유튜브를 찍고 있는 유튜버이기도 하다.
한편, 군 제대 후 군대 생활을 같이 한 정명훈과 함께 KBS 공채 개그맨 16기 시험에 응시했으나 본인(추대엽)은 탈락했고 SBS 공채 6기에서도 탈락의 고배를 마신 뒤 iTV 개그탤런트 1기에 간신히 합격했지만 낮은 대우 - 월 100만원도 안 되는 박봉 - 강도 높은 업무로 인해 한계를 느꼈으며 결국 2002년 4월 MBC TV 개그맨 콘테스트 13기 시험에 도전하여 합격했다.

## 방송
- 섹션TV 연예통신(MBC)
- 불후의 명곡(KBS2)
- 코미디하우스(MBC)
- 코미디쇼 웃으면 복이 와요(MBC)
- 개그야(MBC)
- 꿀단지(MBC)
- 웃고 또 웃고(MBC)
- 생방송 금요와이드(MBC)
- MP4(MBC 뮤직)
- 뮤직 코믹쇼(MBC 뮤직)
- 무엇이든 물어보살(KBS JOY)
- 코미디에 빠지다(MBC)
- 코미디빅리그(tvN)
  - 《불우한 명곡》 추태원(김태원) 역
- 듀엣가요제(MBC)
- 1 대 100(KBS2)
- 무한도전(MBC)
- 미스터리 음악쇼 복면가왕(MBC - 복면가왕 성주신 김성주 <참가자>
- 아는 형님 취업상담실(JTBC)
- 옥탑방의 문제아들(KBS2)
- 본격연예 한밤(SBS)
- 전지적 참견시점(MBC)
- 장르만 코미디(JTBC)
- 보이스트롯(MBN)

## 광고
- 2010년 프리즘 LED스탠드
- 2020년 교원 웰스
- 2020년 롯데칠성음료 깨수깡
- 2020년 호식이두마리치킨
- 2020년 이베스트투자증권
- 2020년 농심 찰비빔면
- 2020년 던킨 커피젤리

## 홍보대사
- 2006년 장애인과 더불어사는 모임 홍보대사
- 2013년 CBSi 착한 직거래장터 홍보대사
- 2014년 한국범죄예방국민운동본부 홍보대사
- 2015년 국민안전문화협회 홍보대사
- 2018년 러빙핸즈 홍보대사